# Гоф, Хьюберт
Хьюберт Гоф (12 августа 1870, Лондон — 18 марта 1963, Лондон) — английский генерал.

## Биография
Родился в семье генерала Чарльза Гофа и его жены Генриэтты Анастасии де ла Поэр. Детство провёл в Ирландии, где поселились его родители после длительной службы отца в Индии. Учился в Итонском колледже (1884—1886). После выпуска из Королевского военного училища в 1888 году служил в 16-м уланском полку в Индии. В 1897 году участвовал в экспедиции в Тирах. В 1898 году женился на Маргарет Луиза Нора (Margaret Louisa Nora), у них родился один сын, умерший в младенчестве, и четверо дочерей.
Участвовал в англо-бурской войне 1899—1902. Возглавлял передовой отряд колонны, пришедшей на выручку осаждённому бурами посёлку Ледисмит. 17 сентября 1901 года, командуя 24-й полком конной пехоты в чине майора, был разбит в бою у Блад-Ривер-Порта и попал в плен, из которого бежал.
В 1904—1906 годах — преподаватель в Штабном колледже. С декабря 1906 года командовал 16-м уланским полком. С 1911 года — командир 3-й кавалерийской бригады в Ирландии. В 1913 году Гоф был участником т. н. «Куррахского мятежа», когда группа армейских офицеров отказалась выполнять приказ о передвижении войск в Ольстер, предположительно направленный на запугивание ольстерских юнионистов перед введением самоуправления в Ирландии.
В Первую мировую войну командовал своей бригадой на Французском фронте. С апреля 1915 года — командир 7-й дивизии, а с июля 1915 года — 1-го корпуса. В 1916 году назначен командующим Резервной армией, затем переименованной в 5-ю армию. Командовал армией в Битве при Пашендейле.
Во время Весеннего наступления немцев в 1918 году 5-я армия Гофа была разбита немцами и отступила. Гоф 27 марта 1918 года был отстранён от командования и отозван в Великобританию.
В мае 1919 года Гоф был назначен главой британской военной миссии в Финляндии. После соглашения между союзниками в Париже о том, что политикой в балтийском регионе будут руководить англичане, сфера деятельности Гофа была расширена и он стал руководителем союзнической миссии в Финляндии и новых балтийских государствах. Ему поручалось изучить военную ситуацию в этих странах и оказать им помощь в обороне против большевиков, одновременно противодействуя распространению германского влияния в этих государствах.
Сначала Гоф находился в Гельсингфорсе, а 8 июля 1919 года прибыл в Ригу на военном корабле. А. П. Ливен так вспоминал о встрече с Гофом в этот период:

В Ригу приехал и генерал Гоф, начальник всех союзных миссий на побережье Балтийского моря. Лично он был весьма любезен, приехал ко мне на квартиру, ввиду затруднительности для меня ходить, но произвел на меня впечатление чрезвычайно неискреннего человека. Дальнейшее доказало, что он явился злейшим врагом русских начинаний и не допускал возможности совместной работы русских с германцами на противобольшевистском фронте.— Светлейший князь А.Ливен.
Летом 1919 года Гоф добился частичного вывода немецких войск фон дер Гольца из Латвии и просоюзнической реорганизации Прибалтийского ландесвера с удалением из него германских офицеров.
Через Гофа осуществлялась и связь с Северо-Западной армией Юденича. 7 августа 1919 Гоф встретился с Юденичем в Нарве, с которым имел продолжительную беседу. В итоге Юденич по требованию Гофа написал письмо эстонскому главнокомандующему генералу Лайдонеру о своем признании государственной независимости Эстонии, при условии участия её войск в походе на Петроград. При этом, в доверительном разговоре с английским генералом, Юденич высказал несколько негативных комментариев по поводу независимости последней и о том, что на своё признание он смотрит как на «вынужденное». Гоф передал письмо Юденича Лайдонеру, приложив к нему собственный меморандум, в котором упомянул и о «доверительных» словах Юденича.:275 11 августа 1919 года заместителем Гофа генералом Маршем в Ревеле было сформировано Северо-Западное правительство. Гоф и Марш при формировании Северо-Западного правительства действовали самостоятельно, не согласовав свои действия с британским правительством и МИДом. То, что образованное правительство своим первым заявлением признало независимость Эстонии, вызвало протесты союзницы Англии — Франции, которая придерживалась политики воссоздания «Единой, великой и неделимой России». В результате скандала оба генерала были за это отозваны из Прибалтики.
После возвращения в Англию Гоф выступал как сторонник мира и возобновления торговых отношений с Советской Россией.
В 1922 году вышел в отставку.
Во время советско-финской войны предлагал отправить в Петсамо английскую эскадру. Однако, уже в феврале 1942 года Гоф публично выступил с благодарностью Красной Армии, сказав что: «Русская армия уже в течение восьми месяцев спасает Британию от вторжения и бомбардировок».
Умер в 1963 году в Лондоне.